# 워싱턴 타임스

워싱턴 타임스(영어: The Washington Times)는 미국 워싱턴 D. C.에서 발행되는 종합 일간지이다.
1982년 문선명의 세계평화통일가정연합 재단에서 창간하였다. 워싱턴 포스트에 이은 워싱턴에서 발행되던 제2의 일간신문이던 워싱턴 스타가 폐간되자, 워싱턴 스타의 인력들을 영입하여 워싱턴 지역 제2의 일간신문을 표방하며 창간한 것이다. 창간 당시 미국의 종합 일간지로는 드물게 1면 전면을 칼라로 배치하여 눈길을 끌었다. 대한민국의 세계일보, 일본의 세계일보, 라틴아메리카의 티엠포스 델 문도 등의 자매지가 있다. 보수주의적 성격이 강한 언론으로 알려져 있으나, 발행실적은 기대에 못미치고, 최근 더욱 줄어들어 워싱턴 포스트에 의하면 2010년 9월 일발행부수는 4만 부 가량에 불과하였다고 한다. 이 신문은 문선명의 3남 문현진이 운영하는 것으로 알려져 있었고, 경영 악화로 어려움을 겪자 2010년 11월 대한민국의 통일그룹이 채무와 인력을 승계하는 조건으로 1달러에 인수하였다고 알려져 있으나, 세계평화통일가정연합의 주요 간부의 이야기에 의하면, 이 신문의 실질적인 재정적인 부분들은 당시 이 신문사의 사장이었던 주동문이 쥐고 있었으며, 형식적으로만 문현진이 직함을 올려놓은 부분을 떼어내는 형태의 상징적인 부분으로 1달러라는 적은 액수의 금액이 소용되었음을 말한 바가 있다. 또한, 이 신문은 발행 초기, 문선명의 집중적인 지원을 받았으나, 문현진이 세계평화통일가정연합 교회 내부에서 한국과 미국의 정치적인 부분을 자원하면서부터, 이에 견제를 하기 위한 다른 통일교인들의 의견에 따라, 재정지원이 급속도로 줄어들었으며, 지금 현재는 폐간 위기에까지 이를 정도로 발행부수가 줄었지만, 여전히 이 신문을 애독하는 미국 정계의 주요 정치인들이 많아서, 절대적으로 폐간은 안 된다는 가정 하에, 이야기가 진행되고 있다. 이 신문은 또한 한국의 노무현 대통령이 미국을 방문하였을 때에, 미국 정부가 소극적인 자세를 보이자, 국가의 자존심이 걸린 문제라고 생각하여 방문 기사를 1면에 내세우기도 하였다. 이는 신문의 보수적인 논조와는 매우 배치되는 것으로 보이기도 하지만, 한국 정부의 이익에 도움이 된다면, 적극적으로 지원하는 세계평화통일가정연합 재단의 방침 때문인 것으로 알려져 있다.